# Pensamiento de grupo
Pensamiento de grupo (groupthink en inglés) es una expresión acuñada por el psicólogo Irving Janis en 1972 para describir el proceso por el cual un grupo puede tomar decisiones malas o irracionales. En una situación de pensamiento de grupo, cada miembro del grupo intenta conformar su opinión a la que creen que es el consenso del grupo. Esto parece ser una manera muy racional de afrontar la situación. Sin embargo, resulta en una situación en la cual el grupo en definitiva se pone de acuerdo en determinada acción que cada miembro individualmente considera desaconsejable.
La definición original de Janis era: «Un modo de pensamiento que las personas adoptan cuando están profundamente involucradas en un grupo cohesivo, cuando los esfuerzos de los miembros por unanimidad hacen caso omiso de su motivación para valorar realísticamente cursos de acción alternativos». Janis acuñó groupthink en analogía de doublethink y otras palabras similares de neolengua, lenguaje ficticio creado por George Orwell en su novela distópica 1984. Dado intencionalmente ese contexto negativo, la idea es recalcar sus efectos perjudiciales en la eficiencia mental, la evaluación de la realidad y los juicios morales como resultado de la presión de grupo.: 43 
El pensamiento de grupo tiende a ocurrir en comités y en grandes organizaciones. Janis originalmente estudió el bombardeo a Pearl Harbor, la guerra de Vietnam y la invasión de Bahía de Cochinos.

## Síntomas de pensamiento de grupo

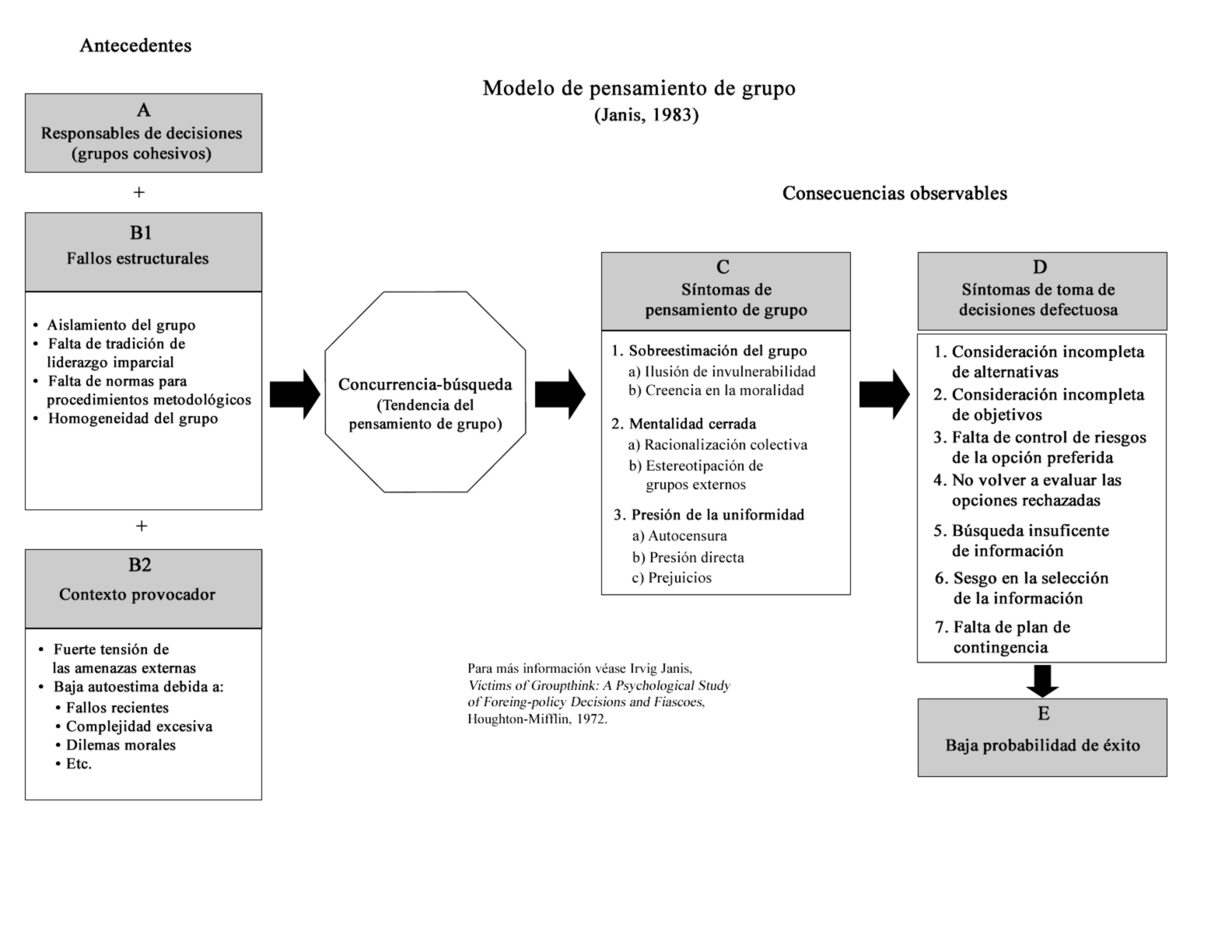
Modelo del «pensamiento de grupo» de Irving Janis.

Janis citó un número de condiciones antecedentes que podrían alentar el pensamiento de grupo. Estas incluyen:
- Aislamiento del grupo
- Alta cohesión del grupo
- Instrucciones provenientes de un liderazgo fuerte
- Falta de normas que requirieran procedimientos metódicos
- Homogeneidad en las ideologías y trasfondo social de los miembros
- Alto estrés proveniente de fuerzas externas con pocas esperanzas de una mejor solución que la ofrecida por el líder o líderes.

Janis listó ocho síntomas que él decía eran indicativos de pensamiento de grupo:
1. Ilusión de invulnerabilidad
2. Creencia incuestionable en la moralidad inherente al grupo
3. Racionalización colectiva de las decisiones del grupo
4. Visión estereotipada de miembros ajenos al grupo, especialmente de oponentes
5. Autocensura; miembros que evitan hacer críticas
6. Ilusión de unanimidad
7. Presión directa a quienes se opongan a conformarse
8. Miembros que protegen al grupo de información negativa

Finalmente, los siete síntomas de decisión afectados por el pensamiento de grupo son:
1. Estudio incompleto de las alternativas
2. Estudio incompleto de los objetivos
3. Fracaso en el examen de los riesgos de la opción preferida
4. Fallo al revalorar alternativas inicialmente rechazadas
5. Búsqueda de información pobre
6. Procesamiento subjetivo y tendencioso de la información
7. Malogro en la realización de planes de contingencia

## Prevención del pensamiento de grupo
Un mecanismo que los consultores administrativos recomiendan para evitar el pensamiento de grupo es poner la responsabilidad y autoridad para tomar una decisión en las manos de una sola persona que puede ir a otros para pedir consejos. Otros recomiendan que un individuo o grupo preseleccionado tome el papel de estar en desacuerdo con cualquier sugerencia propuesta, haciendo así que sea más probable que otros individuos presenten sus propias ideas y señalen errores en las de otros y reduciendo el estigma asociado con ser el primero en tomar posturas negativas (véase abogado del diablo y regla del décimo hombre). Se encontró que sugerencias, críticas e información anónimas y el chat son remedios útiles contra el pensamiento de grupo; opiniones negativas o en desacuerdo pueden ser propuestas sin que ningún individuo pueda ser identificado por otros como el que hace críticas.
Así, el capital social es preservado y todos los miembros tienen una posible negación de haber disentido en algún punto. Mecanismos institucionales como, por ejemplo, un inspector general también pueden prevenir el pensamiento de grupo, ya que los miembros pueden apelar a un individuo que se halla fuera del grupo de toma de decisiones y que tiene la autoridad para parar tendencias no constructivas o dañinas. Otra posibilidad es darle a cada participante en un grupo un pedazo de papel; esto se hace al azar y solo el que lo recibe puede leerlo. Dos de los papeles tienen escrito «desacuerdo» mientras que los otros están en blanco. Los que reciben el papel que dice «desacuerdo» deben desacordar, como el abogado del diablo, y nadie sabe si los que desacuerdan lo hacen porque el papel se lo indica o si es un desacuerdo honrado.
También existe la posibilidad de que quienes reciben el papel marcado piensen el problema de una manera distinta a como lo habrían hecho en caso contrario, estimulando así la creatividad y el pensamiento crítico. Otra manera de especial uso en relaciones muy asimétricas, como, por ejemplo, en una clase, es decir algo que es esencialmente erróneo o falso, siendo obvio que las personas que pueden tener pensamiento de grupo sepan acerca de eso o habiendo dado la información previa necesaria para que los alumnos participen rectificando lo dicho. También el profesor puede anunciar que en algún momento de la clase va a a decir algo falso, pero no cuándo, para que durante la misma los alumnos se vean más estimulados a criticar y «procesar» información en lugar de solo recibirla.
Una alternativa es un proceso formal de toma de decisiones por consenso, que funciona mejor en grupos donde el objetivo es cooperar más que ser competitivo, donde puede desarrollarse confianza y donde los participantes estén dispuestos a aprender.